# La Cumbrecita
La Cumbrecita é uma comuna da província de Córdoba, na Argentina.